# Montpinçon
Montpinçon is een plaats en voormalige gemeente in het Franse departement Calvados in de regio Normandië.
Naast de kleine kern van enkele huizen rond de kerk ligt in het noorden van Montpinçon, op de grens met Notre-Dame-de-Fresnay, het grotere gehucht Le Billot.

## Geschiedenis
In de 11de eeuw werd de naam Foresta de Montpinchon vermeld; uit de 12de eeuw dateren vermeldingen als Mons Pincionis, Mont Pinchum, Mons Pinconis, Mons Pinceon, enz.
Op het eind van het ancien régime werd Montpinçon een gemeente.
In 1973 werd Montpinçon met negen andere gemeenten samengevoegd in de nieuwe gemeente L'Oudon in een zogenaamde "fusion association".
Deze gemeente maakte deel uit van het kanton Saint-Pierre-sur-Dives tot dit op 22 maart 2015 werd opgeheven en de gemeenten werden opgenomen in het kanton Livarot. Op 1 januari 2017 fuseerde de gemeente met overige gemeenten van het voormalige kanton tot de commune nouvelle Saint-Pierre-en-Auge. Hierbij verloor Montpinçon de status van commune associée.

## Bezienswaardigheden
- De Église Sainte-Croix heeft een orgel dat in 1988 werd geklasseerd als monument historique.
- Het Manoir de la Roque, een landhuis uit de 16de en 17de eeuw, werd in 1993 deels ingeschreven als monument historique.

Lijst van Franse gemeenten · Arrondissement Lisieux · Calvados · Normandië